# Neith
Pour les articles homonymes, voir Neith (homonymie).
Neith, Neit ou Nit est, dans la mythologie égyptienne, une très ancienne déesse de la ville de Saïs dans le delta du Nil (Basse-Égypte).
Elle est classifiée comme étant une déesse égypto-libyque.

## Origines
Son nom et son culte sont attestés dès les débuts de l'histoire du pays grâce à des témoignages des rois des premières dynasties qui effectuèrent des visites régulières à son sanctuaire de Saïs, pèlerinages qui semblent avoir une signification particulière dans les rites liés au couronnement du souverain ou encore à son jubilé.
Les Égyptiens reconnaissaient l'origine libyenne de la déesse Neith, venue selon leur mythologie depuis la Libye pour s'établir dans le delta du Nil. Neith est elle-même associée par Hérodote puis par Platon — qui lui reconnaissent une origine libyque —, à la déesse grecque Athéna. Elle correspond aussi aux déesses Ashera/Ashrat, Tanit et Astarté. Certains portraits de dieux égyptiens, comme Ament, les montrent pourvus d'attributs et bijoux typiquement berbères[réf. nécessaire].
Nît, déesse de Sais, était connue des Libyens dès le XIVe siècle av. J.-C, ou du moins les Égyptiens établissaient-ils des relations particulières entre ces populations et la déesse puisque les chefs Temehou représentés dans le tombeau de Séthi Ier portent, en tatouage, le symbole de Nît.

## Représentations et hypostases

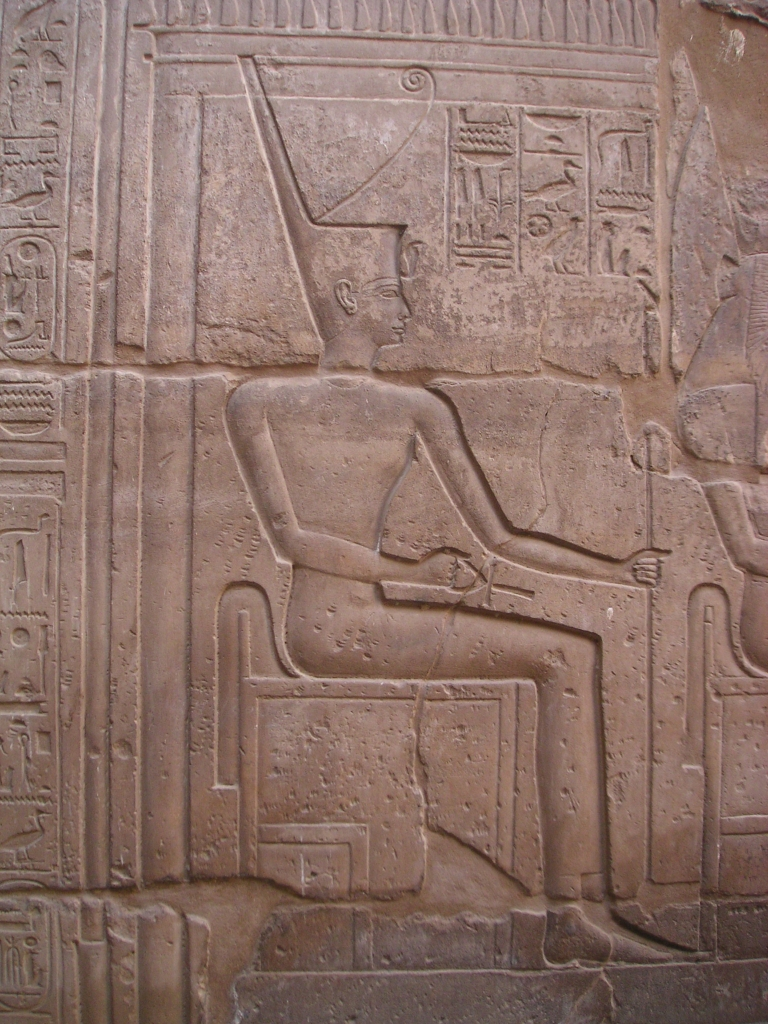
Représentation hiéroglyphe de la déesse Neith

Sur les parois des temples et des tombeaux, elle est représentée sous les traits d'une femme portant la couronne rouge (symbole de la Basse-Égypte) et, avec la déesse Ouadjet de Bouto, elle est l'une des gardiennes de cette coiffe royale.
C'est également coiffée de la couronne de Basse-Égypte qu'elle est représentée debout munie d'un arc et de flèches, affichant un caractère guerrier. Elle avait pour emblème deux flèches entrecroisées sur un bouclier. On l'associe ainsi aux victoires militaires du pharaon. C'est sous cet aspect que les Grecs l'assimilèrent plus tard à leur déesse Athéna.
| R24 |

| R24 |

 que l'on retrouve dans son nom et qui est parfois placé à la verticale parfois à l'horizontale, symbole ovoïde représentant la navette que les tisserands égyptiens utilisaient dans leurs métiers. Elle personnifie ainsi la protectrice de tous ceux qui travaillaient et produisaient les tissus, étoffes et bandelettes nécessaires pour les rites de momification.
Hérodote signale un culte rendu à la déesse sous la forme d'une vache couchée la tête dorée et portant un disque d'or entre ses cornes. Comme beaucoup de déesses égyptiennes, Neith pouvait être assimilée à Nout, la grande vache céleste qui supporte sur son dos la course du dieu solaire Rê.
Parfois, Neith est représentée comme une femme allaitant des bébés crocodiles jumeaux, d'où son titre de « Nourrice de crocodiles », reflétant une mythologie provinciale du sud en Haute-Égypte la présentant comme la mère du dieu crocodile, Sobek,.

## Développement du culte

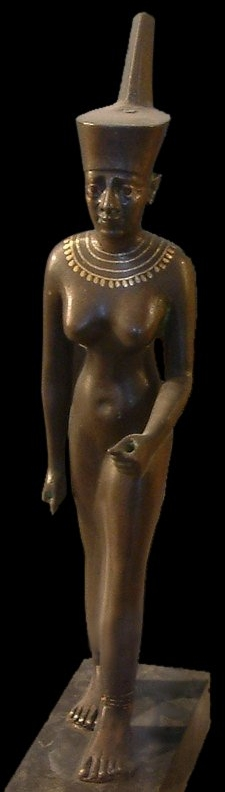
Statuette en bronze de la déesse Neith - Musée du Louvre.

Elle fut particulièrement adorée durant l’époque saïte, au moment où la Basse-Égypte fut soumise à une forte influence libyenne et où règne une dynastie de même origine.
Dans un tout autre registre, elle est également une déesse primordiale et créatrice asexuée ou androgyne faisant ainsi partie du cercle très restreint des démiurges du panthéon égyptien. Dans ce rôle, elle est fécondée par le Verbe et engendre le Soleil. Elle tisse le monde et en fixe les limites avec sept tissus, puis elle crée les sept paroles justes qui la font maîtresse de l'univers. Elle est mère de Sobek qui engendre Rê au matin et le dévore au soir.
Elle fait aussi partie du mythe osirien en tant que la « Grande de sagesse » qui jugea le combat entre Seth et Horus et proposa au tribunal divin que Horus devienne roi du monde végétal et Seth du désertique, mais pour ne pas favoriser Horus elle offre à Seth les déesses étrangères.
Une de ses fonctions à dater du Nouvel Empire est de protéger les viscères du roi en compagnie d'Isis, de Serket et de Nephtys. Elle est responsable du vase canope contenant l'estomac du défunt. Placé à l'est, il était fermé par un bouchon représentant le génie Douamoutef à tête de chacal.
Par la suite elle est parfois considérée comme l'épouse de Khnoum ou, dans le Fayoum, et en tant que parèdre de Seth elle est la mère de Sobek. Elle est aussi parfois assimilée à la déesse Nout, la voûte céleste.
À l'époque gréco-romaine elle sera assimilée à Isis et par ce biais transmettra une partie de son caractère de démiurge à la divinité égyptienne dont le culte se répandra dans tout l'Empire se confondant avec celui de la grande déesse Cybèle.

## Lieux de cultes principaux
Son culte culmina aux alentours de la XXVIe dynastie (VIIe siècle avant notre ère) dont les pharaons sont originaires de Saïs. À dater de cette époque son clergé devient aussi puissant que celui d'autres dieux célèbres et son grand temple du delta est réputé avoir l'une des bibliothèques les plus riches du pays ainsi qu'une école de médecine célèbre dans tout le pays.
On retrouve le culte de Neith dans les grands centres religieux suivants :
- Saïs dont elle est la déesse principale et qui est son lieu de culte principal et où elle est à l'origine du monde.
- Memphis où elle reçoit un culte sous l'appellation de Neith au nord du Mur et est associée à la cosmogonie parfois considérée comme la contrepartie féminine du dieu Ptah, dieu créateur qui par le Verbe donne naissance à toute chose.
- Esna où elle intervient au sein d'une cosmogonie complexe et remplit le rôle de parèdre du dieu Khnoum, dieu créateur qui forme le corps des hommes sur son tour de potier divin.

Neith reçoit également un culte dans la ville de l'oasis occidentale de Kellis l'actuelle Ismant el-Kharab dans l'oasis d'Al-Kharga, où elle partage un sanctuaire avec la déesse Tapsaïs à l'époque romaine.

## Hommage
Neith est l'une des 1 038 femmes dont le nom figure sur le socle de l'œuvre contemporaine The Dinner Party de Judy Chicago. Elle y est associée à la Déesse primordiale, première convive de l'aile I de la table.